# Just the Wind
Just the Wind (dt.: „Nur der Wind“; Originaltitel: Csak a szél) ist ein ungarischer Spielfilm aus dem Jahr 2012. Die Regie führte Bence Fliegauf, der auch das Drehbuch geschrieben hatte. Das Drama wurde von einer realen Mordserie an Roma in Ungarn inspiriert. Erzählt wird von einem Tag im Leben einer ungarischen Roma-Familie im Klima von Angst und Verfolgung.
Just the Wind lief im Wettbewerb der 62. Berlinale und hatte in diesem Rahmen am 16. Februar 2012 seine Weltpremiere.
Im September 2012 wurde der Film als offizieller Kandidat Ungarns auf eine Oscar-Nominierung in der Kategorie Bester fremdsprachiger Film ausgewählt.
Ab Juli 2013 lief der Film regulär in den deutschen Kinos.

## Handlung
Der Film erzählt von einem Tag im Leben einer ungarischen Roma-Familie vom Tagesanbruch bis in die Nacht. Seit einiger Zeit werden Roma von einer Gruppe von Rassisten verfolgt, die bei nächtlichen Überfällen bisher vier Familien ermordet haben. Die Täter konnten stets ungesehen entkommen. Ein fünftes Verbrechen geschieht in unmittelbarer Nähe des Zuhauses von Mari. Diese lebt mit dem elfjährigen Sohn Rió, der ein paar Jahre älteren Tochter Anna und dem an den Folgen eines Schlaganfalls leidenden Großvater abgeschieden in einem Haus im Wald. Maris Ehemann und Vater der Kinder ist nach Kanada emigriert und verspricht schon seit Monaten, seine Familie nachzuholen.
Sowohl Mari als auch ihre Kinder müssen im Alltag Demütigungen und Diskriminierungen wegen ihrer ethnischen Herkunft ertragen. Mari verbringt den heißen Sommertag vormittags als Helferin bei der Autobahnmeisterei, wo sie den neben der Fahrbahn liegenden Müll aufsammelt. Nachmittags putzt sie in der Schule ihrer Kinder. Die Familie hat Schulden, die Mari mit dem Haus als Gegenleistung abzugelten plant, sobald sie nach Kanada emigriert sind. Der Hausmeister der Schule macht Mari darauf aufmerksam, dass jeder ersetzbar ist, als sie verspätet zur Arbeit erscheint. Auf dem Nachhauseweg wird sie von älteren Männern, Roma-Angehörigen, angepöbelt und trifft auf den pflegebedürftigen Großvater, der unweit des Hauses im Gras sitzt.
Anna begegnet auf ihrem Schulweg am Morgen einem jungen Mann, der einer aufgrund der Mordserie neu gegründeten Bürgerwehr angehört. Er fragt, ob sie Fremde in der Gegend bemerkt hätte und rät ihr das Handy stets eingeschaltet zu lassen. In der Schule, wo sich Anna selbst Englisch beibringt, wird das Mädchen vom Hausmeister nach dem Diebstahl eines Computermonitors befragt. Später kommuniziert Anna via Voice over IP mit ihrem Vater in Toronto, der ihr rät, aufgrund der Vorfälle nachts Fenster und Türen geschlossen zu halten. Den Nachmittag verbringt Anna mit ihrer kleinen Cousine an einem See und beim Blumenpflücken.
Anstatt die Schule zu besuchen, spielt Rió bei Bekannten PlayStation. Später dringt er in das nahe gelegene Haus der ermordeten Roma-Familie ein, wo er u. a. eine Madonnenfigur stiehlt. Rió wird bei seinem Raubzug von zwei Polizisten überrascht und versteckt sich in einem Wandschrank. Er belauscht deren Diskussion darüber, welche Roma es wert wären am Leben gelassen zu werden und welche nicht. Die Madonnenfigur bringt Rió nach Hause. Sein Diebesgut, darunter auch Kaffee seiner Mutter, lagert er in einem Versteck im Wald, wo er von dem jungen Mann der Bürgerwehr überrascht wird. Dieser verspricht ihm, das Versteck geheim zu halten. An der Waldstraße wird Rió kurzzeitig von einem fremden Wagen verfolgt, auch verbringt er einige Zeit beim Baden mit Freunden in einem See. Als er das entflohene Ferkel der ermordeten Roma-Familie tot auffindet, versucht er es nach Hause zu tragen. Als ihm dies nicht gelingt, vergräbt er es im Wald.
Am Abend ermahnt Mari ihren Sohn, den gestohlenen Kaffee zurückzubringen, während Rió seiner Mutter am nächsten Tag einen geheimen Platz im Wald zeigen möchte. Als sie kurz nach dem Zubettgehen Geräusche hören, beruhigt die Mutter ihre Kinder zunächst mit den Worten, dies sei nur der Wind. Dann hält ein Auto an. Mehrere Männer dringen ins Haus ein und eröffnen mit Jagdgewehren das Feuer auf Mari, Anna und den Großvater – nur Rió kann durch das Schlafzimmerfenster in den Wald flüchten.

## Hintergrund
Bence Fliegauf bezieht sich mit seinem Film auf tatsächliche Ereignisse der Jahre 2008 und 2009, als es in Ungarn eine Mordserie an Roma gab, der acht Menschen zum Opfer fielen. Produziert wurde der Film von Inforg Stúdió, als Koproduzenten wirkten The Post Republic und Paprika Films mit. Die Mitteldeutsche Medienförderung förderte Csak a szél mit 80.000 Euro. Insgesamt hatte der Film ein Budget von 515.165 Euro, von denen der ungarische Staat und staatliche Förderfonds 240.359 bis 274.755 Euro stellten.
Am 16. Februar 2012 feierte der Film im Wettbewerb der 62. Berlinale seine Premiere. Auf der Pressekonferenz wurde eine scheinbare Erklärung des ungarischen Ministeriums für öffentliche Verwaltung und Justiz, das den Film auch finanziell unterstützt hatte, verbreitet. In dem Papier wurde die Mordserie dargestellt und vermittelt, dass die Integration der Roma ein zentrales Thema der ungarischen Politik sei. Von der Verbreitung dieser Erklärung war das Filmteam nicht informiert worden. Fliegauf setzte sich in dem Film mit den Konsequenzen der gesellschaftlichen Situation nach dem Systemwechsel auseinander. Er sagte auf der Pressekonferenz: „Ich denke, dass es für die PR eines Landes sehr gut ist, dass man einen Film drehen kann, der ein gesellschaftliches Tabu dieses Landes beschreibt.“ Die Darstellerin Katalin Toldi hatte zudem bereits eigene Erfahrung mit Diskriminierung gemacht, weil sie eine Roma ist.

## Kritiken
Liz Jung rezensierte den Film für die Kulturzeit und kam dabei zu dem Schluss: „Und natürlich schockiert und berührt dieser Film bis ins Mark. Zumal man keinen rechten Ausweg aus dieser Nummer sieht. Eine Gesellschaft, in der solche Rassisten sich breitmachen dürfen, klagt Fliegauf an. Das kapiert selbst der Abgehärmteste. „Csak A Szél“ ist ein tief wirkender Film, der einen lange nicht loslässt. Mit Chancen auf den Hauptpreis.“
Für Cosima Lutz von der Berliner Morgenpost ging der Film der Frage nach, wie sich ein Leben anfühle, in dem sich immer weiter verschärfenden Klima aus Fremdenhass und Erfolg rechter Parteien und Gruppierungen keine Normalität mehr möglich sei. Für die Darstellung dieses Themas habe Fliegauf „sich einen Reduktionismus verordnet, mit dem er an die alte Meisterschaft seines „Dealer“ anknüpfen kann.“
Anke Westphal von der Frankfurter Rundschau sah in dem Film einen Kandidaten für den Goldenen Bären. Diese Position unterstrich sie wie folgt: „'Csak a szél' sollte den Goldenen Bären zugesprochen bekommen. Alles andere wäre nicht richtig.“ Sie zeigte sich mit den Worten „Was für ein Film! „Csak a szél –Just The Wind“ nimmt einem von der ersten Sequenz an den Atem; man kann sich nicht mehr zurücklehnen, kann nicht mehr wegsehen. Man will auch nicht mehr „Roma“ sagen, so als wäre dieses Volk einzig eine Masse.“ tief beeindruckt und führte aus, dass Fliegauf eine zwingende Filmsprache für dieses Thema gefunden habe.
Daniel Kothenschulte, der den Film für die Berliner Zeitung rezensierte, lobte ihn mit den Worten: „In einer sensiblen Bildsprache, die ganz seine eigene ist, mit sparsamem Licht, aber sehr viel Wärme verarbeitet der junge Regisseur eine Tragödie aus der jüngeren Vergangenheit.“
Thorsten Funke von Critic.de betont, dass der Film wie seine Protagonisten vor Gewalt zurückschrecke: „Indem Fliegauf das Verbrechen vollständig aus dem Bild nimmt und auf die Abstraktion einiger geschriebener Sätze vor schwarzem Hintergrund zu Beginn des Films beschränkt, gestaltet er seine Geschichte so schlicht, wie bei einer Gewalttat dieser Monströsität [sic] nur möglich.“

## Auszeichnungen
Der Film erhielt 2012 eine Einladung in den Wettbewerb um den Goldenen Bären der Internationalen Filmfestspiele Berlin, wo er mit dem zweitwichtigsten Preis, dem Großen Preis der Jury, prämiert wurde. Im Rahmen des Filmfestivals wurde Just the Wind außerdem mit dem Friedensfilmpreis sowie dem Amnesty-International-Filmpreis ausgezeichnet.